# Tir part

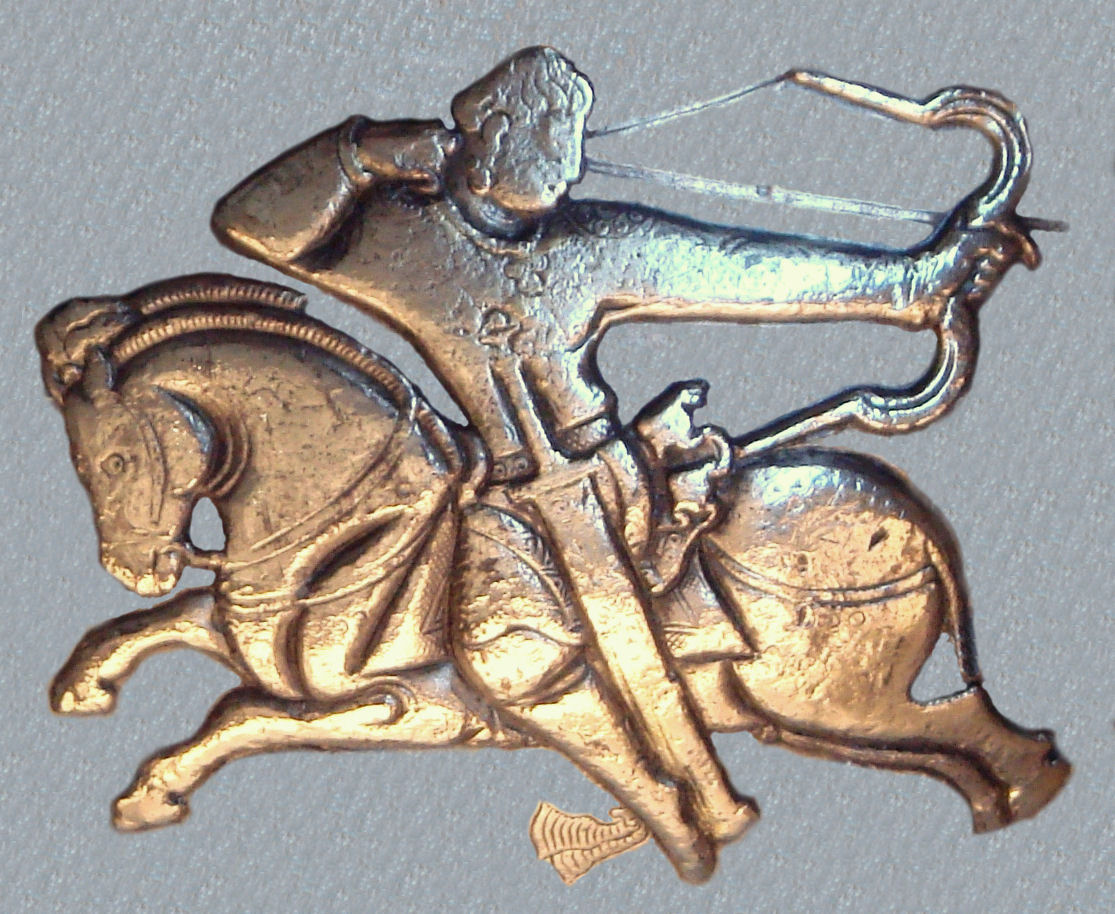
Relleu del bol Heftalita, on es pot veure un tir part.

El tir part és una tàctica militar de cavalleria lleugera, popularitzada al món clàssic occidental per els parts, un poble indoeuropeu d'origen iranià. Durant una retirada o fugida al galop, un genet armat amb arc es gira completament a sobre del cavall per a disparar a l'enemic que el persegueix. La maniobra requeria una gran habilitat eqüestre, ja que les mans del genet han de manipular un arc compost i no poden atendre la direcció del cavall. A més a més, les brides no havien estat inventades en aquella època, de manera que el genet havia de guiar el cavall emprant tan sols la pressió de les seves cames.
A banda dels parts, aquesta tàctica va ser utilitzada per altres pobles nòmades de l'estepa eurasiàtica, entre els quals hi trobem els escites, els huns, els turcs, els magiars, i els mongols. Altres exèrcits no nòmades també feren ús del tir part, com per exemple els clibanarii i catafractes sassànides.
Els parts van usar aquesta tàctica amb èxit en la seva victòria contra el general romà Marc Livini Cras, a la batalla de Carrhae. Se li atribuïa una tàctica similar als fenicis de Sidó segons Sili Itàlic.
La tàctica també seria usada pel conqueridor musulmà Muhàmmad de Ghor durant la Segona Batalla de Tarain, el 1192, contra elefants indis i infanteria pesant; pel sultà turc Alp Arslan durant la batalla de Mantziciert contra els romans d'Orient el 1071; i pel general mongol Subotai a la batalla de Legnica el 1241 contra la cavalleria polonesa.

## Com a metàfora
En llengua anglesa, el terme tir part (Parthian shot) també es pot usar com a metàfora per a descriure un insult que es llança mentre el parlant fa mutis.